# 高本彩花
高本 彩花（たかもと あやか、1998年〈平成10年〉11月2日 - ）は、日本の元アイドル、ファッションモデルであり、女性アイドルグループ日向坂46の元メンバー、『JJ』の専属モデル、『andGIRL』のレギュラーモデルである。神奈川県出身。

## 略歴
1998年（平成10年）11月2日に生まれる。高校時代には弓道部に所属していた。
2016年（平成28年）5月8日、『けやき坂46 メンバー募集オーディション』に合格し、けやき坂46に加入した。同年5月11日に、けやき坂46オーディションの合格者として、SHOWROOMの配信でお披露目された。
2017年（平成29年）10月20日から放送されたドラマ『Re:Mind』（テレビ東京）では、本人役で初めて主演を務めた。
2019年（平成31年）2月11日、自身の所属するグループが、けやき坂から日向坂46に改称される。同年2月14日には、『JJ』（光文社）の2019年4月号から同誌の専属モデルに起用されることが発表された。同年3月27日に発売された、日向坂46の1stシングル『キュン』に収録されている楽曲「Footsteps」で、自身初のセンターポジションを担当している。
2022年（令和4年）3月14日、自身のInstagramアカウントを開設する。
2023年（令和5年）3月7日に発売された『andGIRL』（主婦の友社）の2023年春号から同誌のレギュラーモデルに起用されている。
2024年（令和6年）3月5日、日向坂46からの卒業を発表した。同年6月18日、自身の1st写真集『僕の記憶の中で』（光文社）を発売。同写真集は、同年6月28日付の『オリコン週間BOOKランキング』で1位を獲得した。同年7月4日、パシフィコ横浜にて開催された『11th Single ひなた坂LIVE』で、卒業セレモニーが実施された。
2025年（令和7年）4月1日に公式ファンクラブを開設、同日よりフリーランスで芸能活動を再開する。

## 人物
身長162.5 cm。愛称は、あやちぇり、おたけ。「おたけ」という愛称は、けやき坂46の冠番組『ひらがな推し』（テレビ東京）で、MCを務めるオードリーの若林正恭が付けたものである。
アイドルが好きで、かつてSKE48及び乃木坂46に所属していた松井玲奈、乃木坂46及びAKB48に所属していた生駒里奈、欅坂46に所属していた鈴本美愉、欅坂46及びけやき坂46に所属していた長濱ねるのファンである。松井は、自身がアイドルを志すきっかけとなった人物であるとも語っている（後述）。
日向坂46の冠番組『日向坂で会いましょう』（テレビ東京）の宮崎県での野球企画ロケにて行われた「ぐるぐるバット20m走」で、転倒してしまった際に「私びっくりしました、空が上にあって......。」という言葉を残し、これが名言として話題になった。

### 交友関係
自身と同じく日向坂46に所属している東村芽依と仲が良く、度々プライベートで出かけているほか、日向坂46内で後述のユニットが存在している。互いに相手の声が好きであるというが、双方共に相手の声が聞き取りにくいという。
櫻坂46に所属していた小林由依、高本と同じく日向坂46に所属している松田好花から推しメンとして挙げられている。

### 嗜好・趣味
好きな食べ物としてたらこ、青椒肉絲を挙げている。また、魚屋の匂いが好きで、地元の魚屋やスーパーの鮮魚コーナーでは、必ず足を止めてしまうという。
犬が好きで、「ちぇり」という名前のシーズーを飼っている。

### 特技
特技として、高校時代にやっていた弓道と、匂いでメンバーを当てることを挙げている。

### けやき坂46・日向坂46
ペンライトカラーは、    パステルブルー ×     サクラピンク。
キャッチコピーは「あなたのハート射抜けたらいいなぁ、、高本彩花です」。
もともと芸能が好きなタイプではなかったが、高校2年生の時にAKB48グループによるドラマ『マジすか学園』（テレビ東京）に出演していた松井玲奈にハマり、「アイドルになったら松井玲奈さんに会えるかも」という理由で欅坂46のオーディションを受けて落選したことが、けやき坂46のオーディションに応募したきっかけであると語っている。
冠番組である『日向坂で会いましょう』（テレビ東京）では、MCであるオードリーの若林正恭から、2期生の小坂菜緒と共に贔屓を受ける流れが鉄板となっている。

#### 楽曲・ユニット
日向坂46の「Footsteps」では単独、「愛はこっちのものだ」では東村芽依と共にセンターポジションを担当している。
「沈黙した恋人よ」「ハロウィンのカボチャが割れた」「ママのドレス」を歌唱する、潮紗理菜、加藤史帆、齊藤京子、佐々木久美とのユニット「りまちゃんちっく」、「Footsteps」を歌唱する、加藤史帆、齊藤京子、佐々木久美、小坂菜緒とのユニット「浅草姉妹」、「夢は何歳まで？」を歌唱する、東村芽依とのユニット「あゃめぃちゃん」に所属している。
けやき坂46の好きな曲として「男友達だから」「夏色のミュール」などを挙げている。

## 作品

### シングル
けやき坂46
- ひらがなけやき（2016年8月10日、SRCL-9153）- EAN 4988009130866。
- 誰よりも高く跳べ！（2016年11月30日、SRCL-9269/70）- EAN 4547366279382。
- W-KEYAKIZAKAの詩（2017年4月5日、SRCL-9394/402）- EAN 4547366301281。
- 僕たちは付き合っている（2017年4月5日、SRCL-9400/1）- EAN 4547366301281。
- それでも歩いてる（2017年10月25日、SRCL-9583/4）- EAN 4547366331646。
- NO WAR in the future（2017年10月25日、SRCL-9583/4）- EAN 4547366331646。
- イマニミテイロ（2018年3月7日、SRCL-9738/9）- EAN 45473663502721。
- ハッピーオーラ（2018年8月15日、SRCL-9924/5）- EAN 4547366371086。
- 君に話しておきたいこと（2019年2月27日、SRCL-9985/6）- EAN 4547366383324。
- 抱きしめてやる（2019年2月27日、SRCL-9985/6）- EAN 4547366383324。

日向坂46
- キュン（2019年3月27日、SRCL-11121/7）- EAN 45473663992191。
- JOYFUL LOVE（2019年3月27日、SRCL-11121/7）- EAN 4547366399219。
- 耳に落ちる涙（2019年3月27日、SRCL-11121/2）- EAN 4547366399219。
- Footsteps（2019年3月27日、SRCL-11123/4）- EAN 4547366399226。
- ときめき草（2019年3月27日、SRCL-11125/6）- EAN 4547366399233。
- ドレミソラシド（2019年7月17日、SRCL-11220/6）- EAN 4547366412871。
- キツネ（2019年7月17日、SRCL-11220/6）- EAN 4547366412871。
- My god（2019年7月17日、SRCL-11220/1）- EAN 4547366412871。
- こんなに好きになっちゃっていいの？（2019年10月2日、SRCL-11310/6）- EAN 4547366422436。
- ホントの時間（2019年10月2日、SRCL-11310/6）- EAN 4547366422436。
- ママのドレス（2019年10月2日、SRCL-11314/5）- EAN 4547366422450。
- 川は流れる（2019年10月2日、SRCL-11316）- EAN 4547366422467。
- ソンナコトナイヨ（2020年2月19日、SRCL-11450/6）- EAN 4547366442526。
- 青春の馬（2020年2月19日、SRCL-11450/6）- EAN 4547366442526。
- 好きということは…（2020年2月19日、SRCL-11450/1）- EAN 4547366442526。
- 君しか勝たん（2021年5月26日、SRCL-11794/802）- EAN 4547366504392。
- 声の足跡（2021年5月26日、SRCL-11794/802）- EAN 4547366504392。
- どうする？どうする？どうする？（2021年5月26日、SRCL-11798/9）- EAN 4547366504415。
- 膨大な夢に押し潰されて（2021年5月26日、SRCL-11802）- EAN 4547366504439。
- ってか（2021年10月27日、SRCL-11941/9）- EAN 4547366527520。
- 何度でも何度でも（2021年10月27日、SRCL-11941/9）- EAN 4547366527520。
- 思いがけないダブルレインボー（2021年10月27日、SRCL-11941/2）- EAN 4547366527520。
- 夢は何歳まで？（2021年10月27日、SRCL-11943/4）- JAN 4547366527537。
- アディショナルタイム（2021年10月27日、SRCL-11949）- EAN 4547366527568。
- 僕なんか（2022年6月1日、SRCL-12140/8）- EAN 4547366557145。
- 飛行機雲ができる理由（2022年6月1日、SRCL-12140/8）- EAN 4547366557145。
- 真夜中の懺悔大会（2022年6月1日、SRCL-12144/5）- EAN 4547366557183。
- 知らないうちに愛されていた（2022年6月1日、SRCL-12148）- EAN 4547366557176。
- 月と星が踊るMidnight（2022年10月26日、SRCL-12320/8）- EAN 4547366583045。
- HEY!OHISAMA!（2022年10月26日、SRCL-12320/8）- EAN 4547366583045。
- 一生一度の夏（2022年10月26日、SRCL-12328）- EAN 4547366583076。
- One choice（2023年4月19日、SRCL-12490/8）- EAN 4547366612684。
- 恋は逃げ足が早い（2023年4月19日、SRCL-12490/8）- EAN 4547366612684。
- 愛はこっちのものだ（2023年4月19日、SRCL-12490/1）- EAN 4547366612684。
- 友よ 一番星だ（2023年4月19日、SRCL-12498）- EAN 4547366612714。
- Am I ready?（2023年7月26日、SRCL-12610/8）- EAN 4547366625868。
- 接触と感情（2023年7月26日、SRCL-12610/1）- EAN 4547366625868。
- 骨組みだらけの夏休み（2023年7月26日、SRCL-12612/3）- EAN 4547366625875。
- ガラス窓が汚れてる（2023年7月26日、SRCL-12618）- EAN 4547366625899。
- 錆つかない剣を持て！（2024年5月8日、12860/8）- EAN 4547366670318。
- 僕に続け（2024年5月8日、SRCL-12868）- EAN 4547366670301。

### アルバム
欅坂46
- 真っ白なものは汚したくなる（2017年7月19日、SRCL-9482/8）- EAN 4547366318470。

けやき坂46
- 走り出す瞬間（2018年6月20日、SRCL-9825/9）- EAN 4547366358575。

日向坂46
- ひなたざか（2020年9月23日、SRCL-11580/4）- EAN 4547366470109。
- 脈打つ感情（2023年11月8日、SRCL‐12720/6）‐ EAN 4547366647020。

### 映像作品
- けやき坂46（2016年11月30日） - EAN 4547366279399。
- 齊藤京子・高本彩花（2017年4月5日） - EAN 4547366301267。
- グループ発展祈願の旅 〜群馬編〜（2017年10月25日） - EAN 4547366331646。
- けやき坂46 1期生特典映像（2018年3月7日） - EAN 4547366350289。
- ひらがな武道館 〜Day3 Special Selection〜（2018年6月20日） - EAN 4547366358575。
- ひらがな全国ツアー2017 Live&Documentary（2018年6月20日） - EAN 4547366358582。
- KEYABINGO!3（2018年6月29日） - EAN 4988021715874、EAN 4988021146951。
- Re:Mind（2018年7月4日） - EAN 4517331041733、EAN 4517331041726。
- 鈴本美愉×高本彩花 自撮りTV（2018年8月15日） - EAN 4547366371109。
- KEYABINGO!4 ひらがなけやきって何?（2018年11月9日） - EAN 4988021716512、EAN 4988021147545。
- けやき坂46ストーリー 〜ひなたのほうへ〜（2019年3月27日） - EAN 4547366399233。
- はじめてホームランを打ってみた（2019年7月17日） - EAN 4547366412895。
- HINABINGO!（2019年11月22日） - EAN 4988021717656、EAN 4988021148740。
- 日向坂46 大富豪No.1決定戦（2020年2月19日） - EAN 4547366442526、EAN 4547366442533、EAN 4547366442540。
- HINABINGO!2（2020年4月3日） - EAN 4988021718011、EAN 4988021140089。
- DASADA（2020年5月22日） - EAN 4988021718073、EAN 4988021140157。
- 日向坂46デビューカウントダウンライブ!! in 横浜アリーナ 〜けやき坂46 LAST LIVE〜（2020年9月23日） - EAN 4547366470109。
- 日向坂46デビューカウントダウンライブ!! in 横浜アリーナ 〜日向坂46 FIRST LIVE〜（2020年9月23日） - EAN 4547366470116。
- 3年目のデビュー（2021年1月20日） - EAN 4517331070719、EAN 4517331070726。
- 〜ひらがな推し〜「としちゃんと愉快な仲間たち編」（2021年3月31日） - EAN 4547366499780。
- 〜ひらがな推し〜「京子さん、何してんですか編」（2021年3月31日） - EAN 4547366499803。
- 〜ひらがな推し〜「日向のバラエティ女王誕生編」（2021年3月31日） - EAN 4547366499810。
- 〜ひらがな推し〜「パンの鉄砲を撃ちますよ編」（2021年3月31日） - EAN 4547366499797。
- 〜ひらがな推し〜「あだ名がおたけになりました編」（2021年3月31日） - EAN 4547366499773。
- 夜灯（2021年5月26日） - EAN 4547366504408。
- 声春っ!（2021年9月15日） - EAN 4988021718714、EAN 4988021140959。
- ひなたの夏休み（2021年10月27日） - EAN 4547366527551。
- 〜ひらがな推し〜初ガツオを推すしかない編（2022年1月1日） - EAN 4547366540796。
- 〜ひらがな推し〜好きな人いるの?ニブだよ編（2022年1月1日） - EAN 4547366540772。
- 〜ひらがな推し〜ヘビーリトルトゥース誕生編（2022年1月1日） - EAN 4547366540765。
- 〜ひらがな推し〜埼玉と春日が生んだ怒涛の起爆剤編（2022年1月1日） - EAN 4547366540789。
- 〜ひらがな推し〜いつでもどこでも変化球編（2022年1月1日） - EAN 4547366540758。
- ひなたのバス旅（2022年6月1日） - EAN 4547366557145、EAN 4547366557183。
- 日向坂46 3周年記念MEMORIAL LIVE 〜3回目のひな誕祭〜 in 東京ドーム（2022年7月20日） - EAN 4547366568318、EAN 4547366568301。
- 渡邉美穂 卒業セレモニー（2022年10月26日） - EAN 4547366583045、EAN 4547366583052。
- 希望と絶望（2022年12月21日） - EAN 4550450021729、EAN 4550450021736。
- 〜日向坂で会いましょう〜加藤史帆のバーベキューで会いましょう（2023年1月1日） - EAN 4547366595888。
- 〜日向坂で会いましょう〜佐々木久美の野球で会いましょう（2023年1月1日） - EAN 4547366595901。
- 〜日向坂で会いましょう〜金村美玖のオードリーに会いましょう（2023年1月1日） - EAN 4547366595895。
- 〜日向坂で会いましょう〜小坂菜緒のヒットキャンペーンで会いましょう（2023年1月1日） - EAN 4547366595918。
- 〜日向坂で会いましょう〜丹生明里の団体戦で会いましょう（2023年1月1日） - EAN 4547366595925。
- Happy Smile Tour 2022（2023年4月19日） - EAN 4547366612684、EAN 4547366612691。
- W-KEYAKI FES. 2022（2023年7月26日） - EAN 4547366625868、EAN 4547366625875。
- 日向坂46 4周年記念MEMORIAL LIVE 〜4回目のひな誕祭〜 in 横浜スタジアム（2023年9月13日） - EAN 4547366634235、EAN 4547366634228。
- 日向坂46「Happy Train Tour 2023」in 大阪城ホール（2023年11月8日） - EAN 4547366647020、EAN 4547366647037。
- ひらがなくりすます2018 & ひなくり2019〜2022 Complete Box（2023年12月24日） - EAN 4547366655889。
- 〜日向坂で会いましょう〜齊藤京子の野球を好きになりましょう（2024年1月31日） - EAN 4547366660821。
- 〜日向坂で会いましょう〜佐々木美玲のおひさまたちを釣りましょう（2024年1月31日） - EAN 4547366660791。
- 〜日向坂で会いましょう〜河田陽菜の秋頃に会いましょう（2024年1月31日） - EAN 4547366660784。
- 〜日向坂で会いましょう〜松田好花のリトルトゥースになりましょう（2024年1月31日） - EAN 4547366660807。
- 〜日向坂で会いましょう〜上村ひなのの三期生に出会いましょう（2024年1月31日） - EAN 4547366660814。
- 日向坂46 齊藤京子卒業コンサート&5周年記念MEMORIAL LIVE 〜5回目のひな誕祭〜 in 横浜スタジアム（2024年7月24日）- EAN 4547366690101、EAN 4547366690088。
- 11th Single ひなた坂46 LIVE 〜Director's Cut Collections〜（2024年9月18日） - EAN 4547366698114、EAN 4547366698121、EAN 4547366698145、EAN 4547366698152。
- Behind the scenes of 11th Single ひなた坂46 LIVE（2024年9月18日） - EAN 4547366698138。
- BEST MUSIC VIDEO COLLECTION 2015-2024（2024年12月3日） - EAN 4547366713909。
- 齊藤京子卒業コンサート & 5回目のひな誕祭 in 横浜スタジアム（2024年7月24日）- EAN 4547366690101。
- BEST MUSIC VIDEO COLLECTION 2015-2024（2024年12月3日）- EAN 4547366713909。
- 〜日向坂で会いましょう〜新年早々バトりましょう（2025年4月9日）- EAN 4547366731361。
- 〜日向坂で会いましょう〜OBKを炙り出しましょう（2025年4月9日）- EAN 4547366731323。
- 〜日向坂で会いましょう〜ポンコツたちを集めましょう（2025年4月9日）- EAN 4547366731330。
- 〜日向坂で会いましょう〜四期生を知ってもらいましょう（2025年4月9日）- EAN 4547366731354。
- 〜日向坂で会いましょう〜宮崎に行きましょう（2025年4月9日）- EAN 4547366731347。
- 日向坂46 6周年記念MEMORIAL LIVE 〜6回目のひな誕祭〜 in 横浜スタジアム（2025年7月23日）- EAN 4547366757309、EAN 4547366757323。

## 出演

### テレビドラマ
- Re:Mind（2017年10月20日 - 12月29日、テレビ東京） - 高本彩花 役[10]
- DASADAシリーズ（日本テレビ） - マホぽよ 役[48]。
  - DASADA（2020年1月16日 - 3月19日）[49]
  - DASADA 〜未来へのカウントダウン〜（2020年7月2日 - 9月10日）[50]
- 声春っ!（2021年4月29日 - 7月1日、日本テレビ） - 春風ちずえ 役[51]。

### 舞台
- 朗読劇「また、桜の国で」（2025年8月27日 - 31日、IMM THEATER） - ハンナ・シュロフシュテイン（ハーニャ） 役[52][53]

### 情報・バラエティ番組
- ラヴィット！（2021年6月1日 - 7月27日、TBSテレビ） - ラヴィット!ファミリー火曜担当[54][55]。

### イベント
- GirlsAward
  - Rakuten GirlsAward 2018 AUTUMN / WINTER（2018年9月16日、幕張メッセ）[56]
  - Rakuten GirlsAward 2019 SPRING / SUMMER（2019年5月18日、幕張メッセ）[57]
  - Rakuten GirlsAward 2019 AUTUMN / WINTER（2019年9月28日、幕張メッセ）[58]
  - Rakuten GirlsAward 2022 SPRING / SUMMER（2022年5月14日、幕張メッセ）[59]
  - Rakuten GirlsAward 2023 SPRING / SUMMER（2023年5月4日、国立代々木競技場 第一体育館）[60]
  - Rakuten GirlsAward 2023 AUTUMN / WINTER（2023年9月30日、幕張メッセ）[61]
  - Rakuten GirlsAward 2024 SPRING / SUMMER（2024年5月3日、国立代々木競技場第一体育館）
- 東京ガールズコレクション
  - マイナビ presents 第27回 東京ガールズコレクション 2018 AUTUMN / WINTER（2018年9月1日、さいたまスーパーアリーナ）[62]
  - TGC KITAKYUSHU 2018 by TOKYO GIRLS COLLECTION（2018年10月6日、西日本総合展示場）[63]
  - SDGs推進 TGC しずおか 2019 by TOKYO GIRLS COLLECTION（2019年1月12日、ツインメッセ静岡）[64]
  - マイナビ presents 第28回 東京ガールズコレクション2019 SPRING / SUMMER（2019年3月30日、横浜アリーナ）[65]
  - TGC KUMAMOTO 2019 by TOKYO GIRLS COLLECTION（2019年4月20日、グランメッセ熊本）[66]
  - TGC TOYAMA 2019 by TOKYO GIRLS COLLECTION（2019年7月27日、富山市総合体育館）[67]
  - マイナビ presents 第29回 東京ガールズコレクション 2019 AUTUMN / WINTER（2019年9月7日、さいたまスーパーアリーナ）[68]
  - TGC KITAKYUSHU 2019 by TOKYO GIRLS COLLECTION（2019年10月5日、西日本総合展示場新館）[69]
  - SDGs推進 TGC しずおか 2020 by TOKYO GIRLS COLLECTION（2020年1月11日、ツインメッセ静岡）[70]
  - 第30回 マイナビ 東京ガールズコレクション 2020 SPRING / SUMMER（2020年2月29日、オンライン配信）[71]
  - 第31回 マイナビ 東京ガールズコレクション 2020 AUTUMN / WINTER ONLINE（2020年9月5日、オンライン配信）[72]
  - 第32回 マイナビ 東京ガールズコレクション 2021 SPRING / SUMMER（2021年2月28日、オンライン配信）[73]
  - 第33回 マイナビ 東京ガールズコレクション 2021 AUTUMN / WINTER（2021年9月4日、オンライン配信）[74]
  - 第34回 マイナビ 東京ガールズコレクション 2022 SPRING / SUMMER（2022年3月21日、国立代々木競技場 第一体育館）[75]
  - 第35回 マイナビ 東京ガールズコレクション 2022 AUTUMN / WINTER（2022年9月3日、さいたまスーパーアリーナ）[76]
  - SDGs推進 TGC しずおか 2023 by TOKYO GIRLS COLLECTION（2023年1月14日、ツインメッセ静岡）[77]
  - 第36回 マイナビ 東京ガールズコレクション 2023 SPRING / SUMMER（2023年3月4日、国立代々木競技場 第一体育館）[78]
- ザンビ THE ROOM 最後の選択（2019年7月31日 - 8月11日、渋谷ヒカリエ ヒカリエホール）[79]
- 始球式 セントラル・リーグ「読売ジャイアンツ vs 中日ドラゴンズ」（2019年9月3日、HARD OFF ECOスタジアム新潟）[80]

## 書籍

### 写真集
- 1st写真集『僕の記憶の中で』（2024年6月18日、光文社）[18][19]

### 雑誌連載
- JJ（2019年2月23日 - 、光文社） - 専属モデル[注 2][5][2]。
- an・an「美容の坂道のぼり隊」（2021年10月6日 - 、マガジンハウス）[82]
- andGIRL（2023年3月7日 - 、主婦の友社） - レギュラーモデル[6]。